# فولكس فاجن تيغوان
تيغوان هي سيارة من فئة سيارات الدفع الرباعي المدمجة تنتجها شركة تصنيع السيارات الألمانية فولكس فاجن منذ عام 2007 بدأ تسويق الجيل الأول منها في خريف2007، وأطلِقَ الجيل الثاني منها في أبريل 2016. حيث فازت بجائزة المقود الذهبي في فئة سيارات الدفع الرباعي، وعقب ذلك أعلنت شركة فولكس فاجن أنها وصلت إلى الرقم القياسي المتمثل في إنتاج خمسة ملايين سيارة تيغوان منذ عام 2007  ثم 7.5 مليون في سبتمبر 2023.